# باربرا هال
باربرا هال (بالإنجليزية: Barbara Hall)‏ (و. 1960  م) هي كاتبة سيناريو، وروائية، ومغنية مؤلفة، وكاتِبة، ومخرجة منفذة أمريكية، ولدت في تشاتهام.

## التعليم
تعلمت في جامعة جيمس ماديسون
.

## وصلات خارجية
- باربرا هال على موقع IMDb (الإنجليزية)
- باربرا هال على موقع ألو سيني (الفرنسية)
- باربرا هال على موقع قاعدة بيانات الفيلم (الإنجليزية)
- باربرا هال على موقع كينوبويسك (الروسية)

- باربرا هال في قاعدة بيانات الأفلام على الإنترنت